# Панір
Панір, ченназес (перс. پنیر) — свіжий сир, який дуже часто трапляється в індійській кухні.

## Історія
Панір потрапив в Індію з мусульманами, має перське походження. Історія паніру пов'язана з перевезенням молока у бурдюках зі шлунків тварин (верблюд, овець, корів). Сичуг шлунків сприяв розкладення молока на водянисту частину та сир.
Наразі за португальським методом молоко розкладають рослинними компонентами, що робить їх доступними для послідовників індуїзму, що дотримуються лакто-вегетаріанської дієти.
Коли португальці потрапили в Бенгал, вони намагалися робити сир, обробляючи молоко лимонним соком.

## Приготування
Панір готують, додаючи в гаряче молоко харчову кислоту, таку як лимонний сік, оцет, лимонну кислоту, щоб відокремити сирну масу від сироватки. Отриманий панір занурюють в охолоджену воду на 2-3 години для поліпшення текстури та зовнішнього вигляду. Сир загортають у тканину, поміщають під велику вагу, таку як кам'яна плита, на дві-три години, а потім нарізають кубиками.

## Використання
Панір використовують у різноманітних стравах індійської кухні.
1. Чгена
2. Сандеш
3. Маттар панір
4. Панір тікка
5. Панір тікка масала
6. Пакора
7. Палак панір
8. Рас малай
9. Расгулла
10. Хоя панір
11. Чхенабара[en]
12. Чхена гаджа[en]
13. Чхена пода[en]

## Галерея

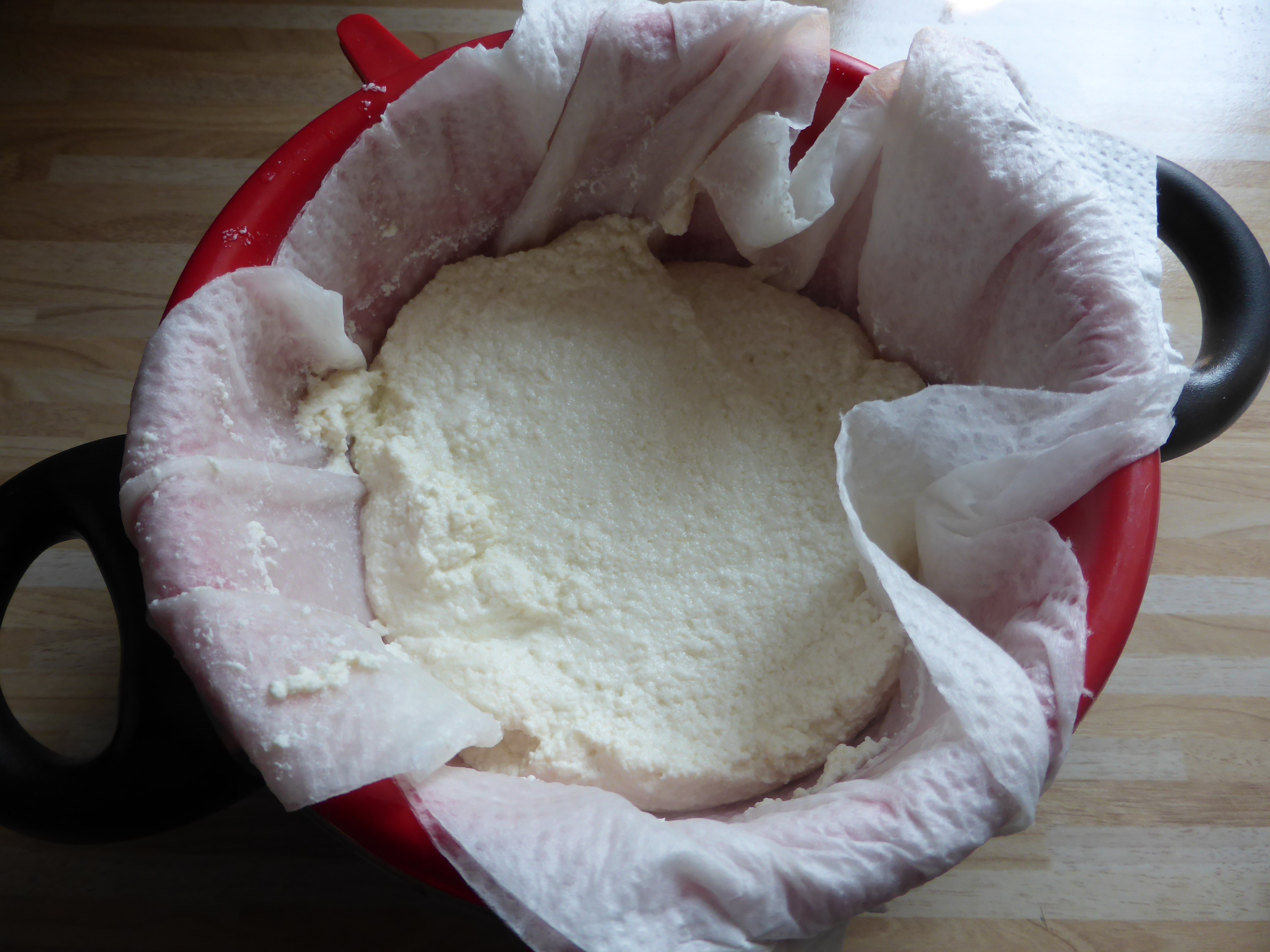
Виробництво паніру
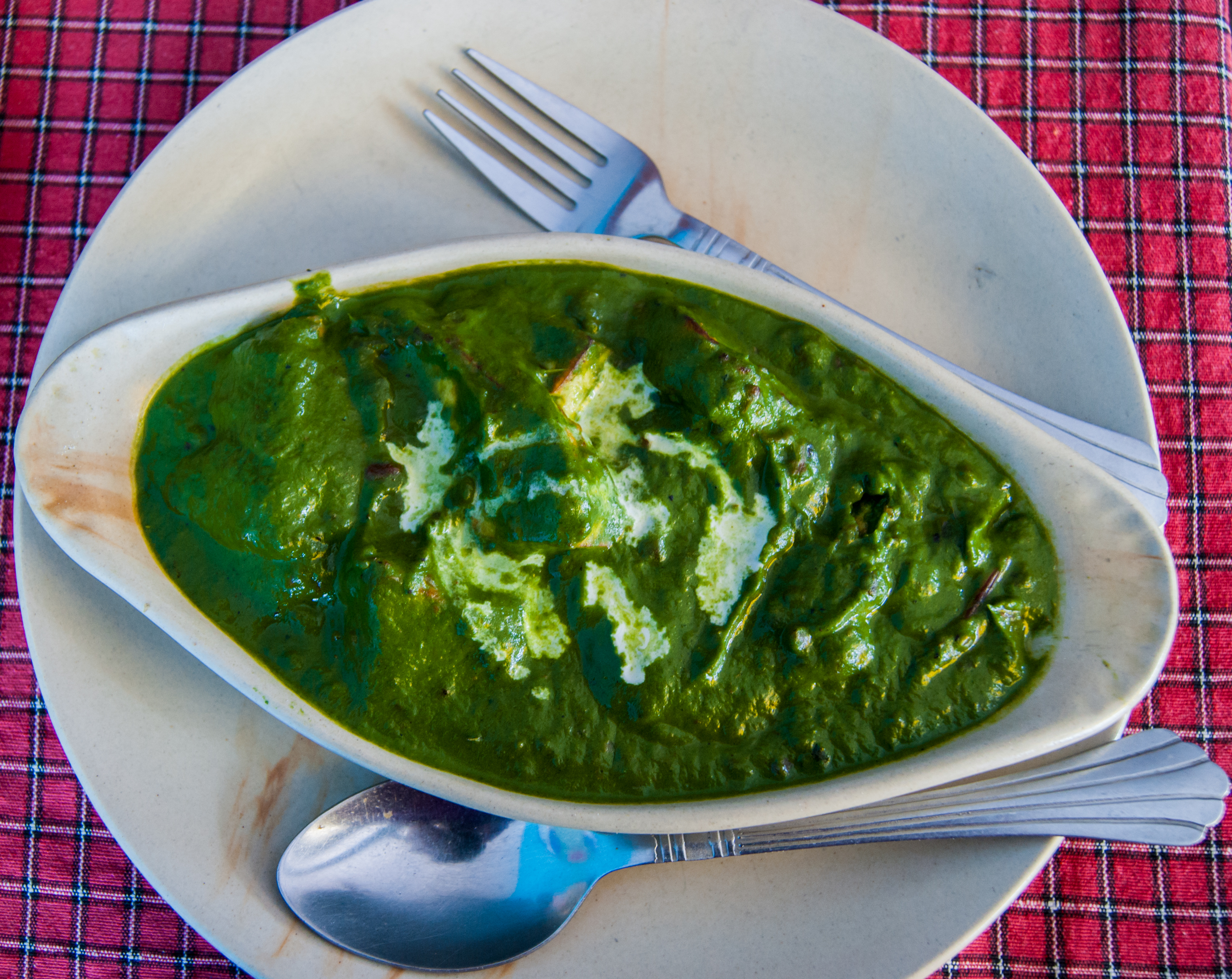
Палак панір
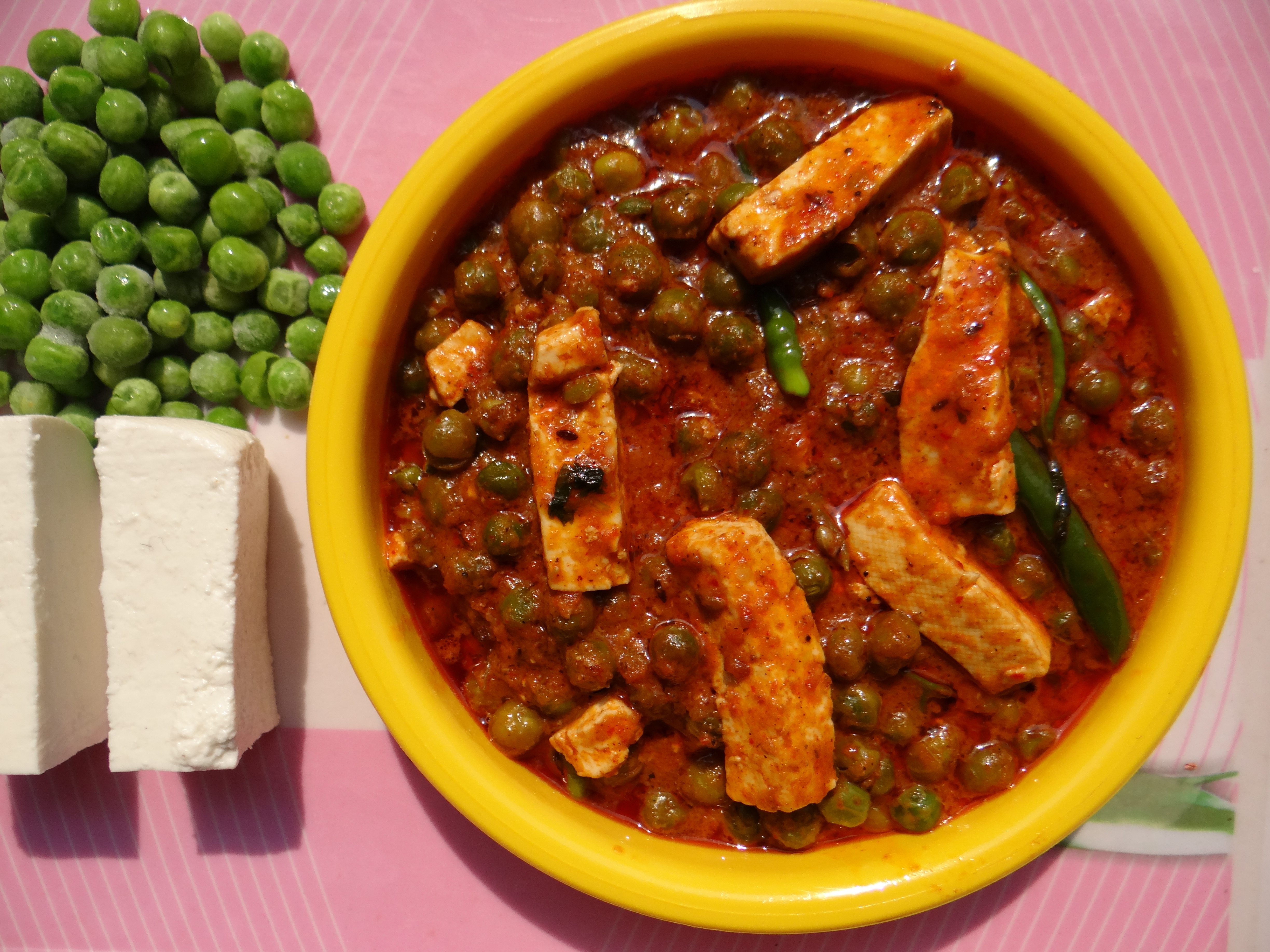
Маттар панір
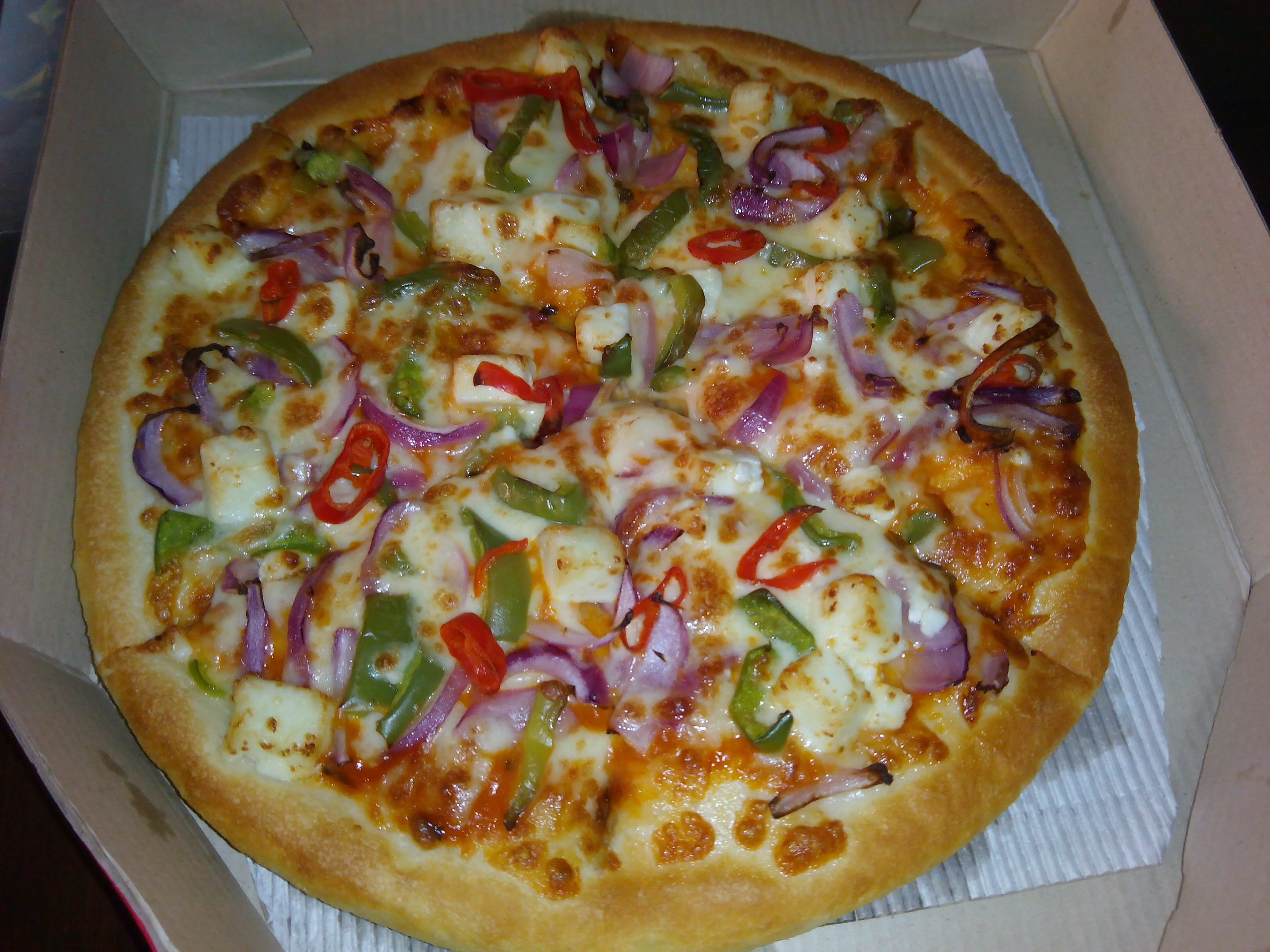
Піца з паніром